# 諾瓦齊
諾瓦齊是羅馬尼亞的城鎮，位於該國中部，距離首府特爾古日烏35公里，由戈爾日縣負責管轄，面積240平方公里，海拔高度471米，2009年人口6,029，大多數居民信奉東正教。